# ¿Cuándo se come aquí?
¿Cuándo se come aquí? es el título del primer álbum de estudio de la banda española de punk-rock Siniestro Total, grabado en octubre de 1982 y publicado por DRO en noviembre de ese mismo año. Fue la segunda grabación comercial del grupo tras el EP Ayudando a los enfermos, publicado en junio de ese año.
Constituido en su totalidad por canciones de estilo marcadamente punk, con un número contado de acordes de guitarra por tema y letras surrealistas, incluye grandes éxitos de Siniestro Total como «Matar jipis en las Cíes» o «Ayatollah!», que ya habían sido publicados en Ayudando a los enfermos, si bien en nuevas versiones.

## Lista de canciones

### Temas de la primera edición
1. «Todos los ahorcados mueren empalmados» - 1:14
2. «Ponte en mi lugar» - 3:20
3. «El cobrador loco» - 1:05
4. «Fuera las manos chinas del Vietnam socialista» - 2:27
5. «Las tetas de mi novia» - 2:16
6. «La revista» - 2:33
7. «Matar jipis en las Cíes» - 1:52
8. «Hoy voy a asesinarte» - 2:20
9. «Los esqueletos no tienen pilila» - 1:37
10. «Juegas al Palé» - 2.30
11. «Los chochos voladores» - 1:53
12. «Los mártires de Uganda» - 2:00
13. «(Aunque esté en el frenopático) Te tiraré del ático» - 1:35
14. «Nocilla, ¡qué merendilla!» - 1:33
15. «Ayatollah!» - 2:10

### Reedición en CD (2002)
- Extraídos del EP Ayudando a los enfermos:

1. 1. «Mario (encima del armario)»
  2. «Purdey»

- De Navidades radiactivas, álbum colectivo publicado por DRO:

1. 1. «Afunfún Afanfán»

- Del sencillo de doble cara B Me pica un huevo/Sexo Chungo:

1. 1. «Me pica un huevo»
  2. «Sexo chungo»

- De la primera maqueta de Siniestro Total:

1. 1. «Emilio Cao»

- Del primer concierto de Siniestro Total en el colegio de los salesianos de Vigo:

1. 1. «¡Un, dos!»

- De la primera fiesta de Radio 3 en la sala Rock Ola de Madrid:

1. 1. «Tan deprimido»

- De la maqueta de Mari Cruz Soriano y los que Afinan su Piano:

1. 1. «Las tetas de mi novia»